# Electric Ascension + Cleaning the Mirror
Electric Ascension + Cleaning the Mirror ist ein Video- und Musikalbum des Projektes ROVA Channeling Coltrane um das Rova Saxophone Quartet. Die 2012 auf dem Guelph Festival in Guelph, Ontario, entstandenen Aufnahmen erschienen am 18. Januar 2016 auf drei Bild- bzw. Tonträgern in einer Tripel-Box (als CD/DVD/Blu-Ray-Paket) auf dem französischen Label RogueArt.

## Hintergrund
Ascension (Impulse, 1965) von John Coltrane gilt als entscheidender Moment in der Entwicklung des modernen Jazz und präsentiert strukturierte Großgruppenimprovisationen, die sowohl auf Form als auch Inhalt fast aller Vorgängermodelle verzichten, schrieb John Sharpe. Es wurde nie live aufgeführt, und dies war einer der Tatsachen, die zunächst die Aufmerksamkeit des Rova-Saxophonquartetts erregten, das sich schon mehrfach mit dem Werk beschäftigt hatte. Das erste Ergebnis dieser Arbeit war John Coltranes Ascension (Black Saint, 1997), eine ziemlich getreue Hommage, die die ursprüngliche Instrumentierung und das ursprüngliche Format widerspiegelte. Im Jahr 2003 folgte eine erste Version von Electric Ascension: An Interpretation of John Coltrane’s Ascension (auf Atavistic), das auf die klassische Besetzung verzichtete und E-Bass und Gitarre, Violinen und Elektronik hinzufügte, um eine viel zeitgemäßere Interpretation zu schaffen, die die meiste Zeit kaum wie ihr Vorgänger klang.

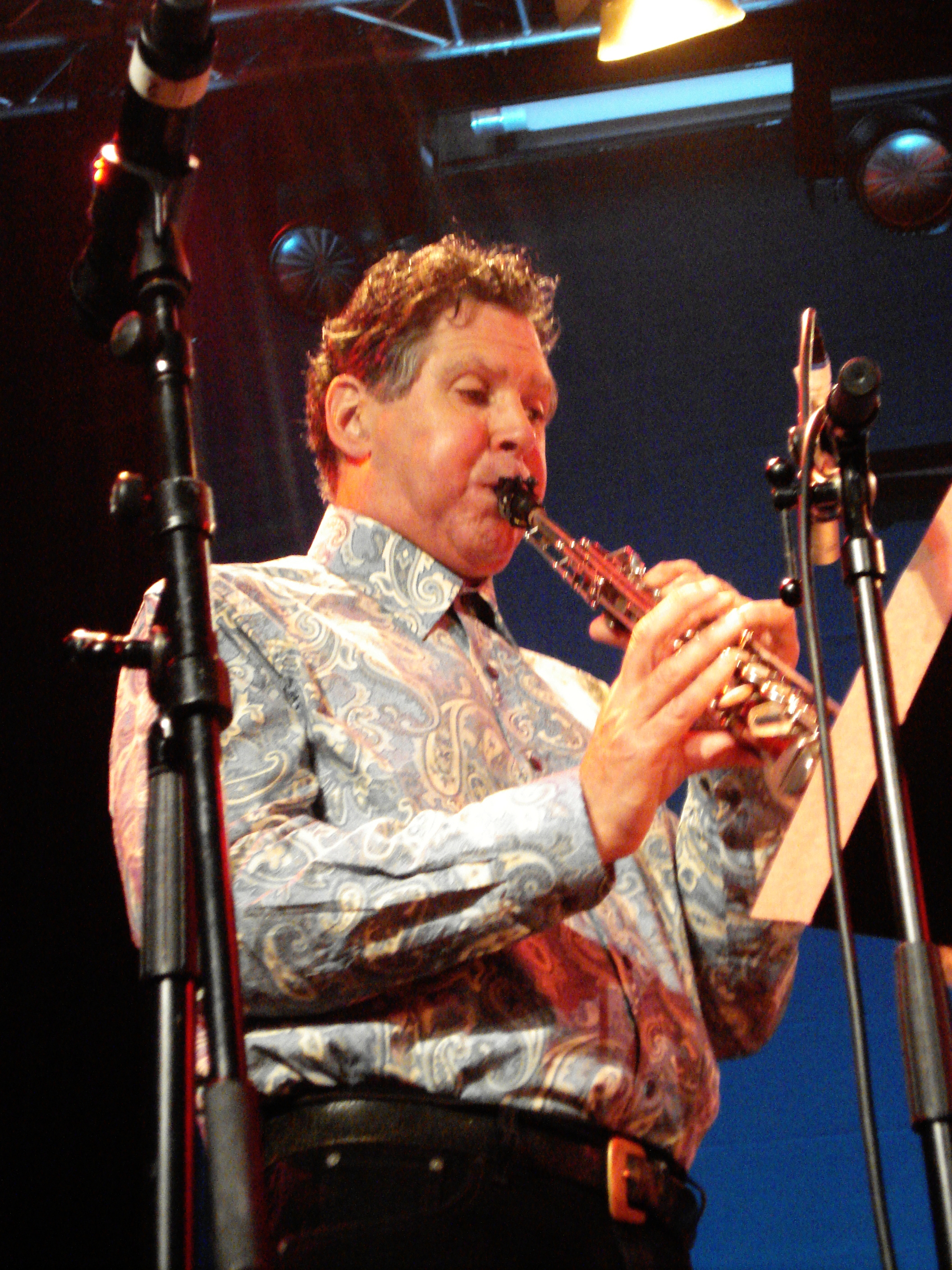
Bruce Ackley live in Saalfelden 2009

2016 erschien auf dem Label Rogue Art ein Mitschnitt vom Guelph Festival 2012, in dessen Mittelpunkt die zehnte Interpretation des Stücks steht. Bei dem Auftritt wurde eine zwölfköpfige All-Star-Besetzung präsentiert, die den ROVA-Kern aus Bruce Ackley (Sopransaxophon), Steve Adams (Altsaxophon), Larry Ochs (Tenorsaxophon) und Jon Raskin (Baritonsaxophon) durch Hamid Drakes Schlagzeug, Fred Friths E-Bass und Nels Clines E-Gitarre ergänzt. Hinzu kam die Elektronik von Chris Brown und Ikue Mori, Rob Mazurek (Trompete) und die Geigen von Jenny Scheinman und Carla Kihlstedt. In der Dreifach-Box ist außerdem Cleaning the Mirror enthalten – ein 45-minütiger Dokumentarfilm von John Rogers über Electric Ascension, der bei Auftritten der Gruppe beim Festival Sons d’Hiver in Paris im Jahr 2007 und beim Jazzfestival Saalfelden in Österreich 2009 entstand, gemischt mit Vignetten einzelner Musiker, Interviews, Proben und Ausschnitte der tatsächlichen Auftritte sowie einer detaillierten Geschichte, die den Kontext für Coltranes Ascension darstellt. Unter den Befragten ist auch Art Davis, der Einblicke in die Session von 1965 gewährt.

## Titelliste
- ROVA Channeling Coltrane: Electric Ascension + Cleaning The Mirror (RogueArt – ROG-0065)[2]

Disc 1 (DVD)
1. Electric Ascension: Live at the 2012 Guelph Jazz Festival (68:35)
2. Cleaning the Mirror: A Documentary by John Rogers on the musical history and creative process behind Electric Ascension (44:55)

Disc 2 (Blu-Ray)
1. Electric Ascension: Live at the 2012 Guelph Jazz Festival (68:35) HD, Dolby 5.1, Surround Sound

Disc 3 (CD)
1. Electric Ascension: Live at The 2012 Guelph Jazz Festival (68:35)

Die Komposition stammt von John Coltrane; sie wurde von Jon Raskin und Larry Ochs arrangiert.

## Rezeption
Nach Ansicht von John Sharpe, der das Album in All About Jazz rezensierte, betrachtet ROVA Coltranes Konzept als eine lose Blaupause, um das Zusammenspiel von Gruppen ohne die Einschränkungen des thematischen Materials zu untersuchen und die Grenze zwischen Führung und Unterstützung durch angeleitete Improvisation zu verwischen. Zu den vielen Höhepunkten würden Clines frenetische Gitarrenpartie und der fesselnde Klangfarbenwechsel zwischen Raskins Bariton, Mazureks gedämpftem Kornett und Drakes Schlagzeug zählen. Die DVD rücke das gesamte Unternehmen in den Fokus. Dies verdeutliche, wer was spielt, indem es zeigt, wie bestimmte Klänge und Kombinationen erzeugt werden. Das sei besonders hilfreich bei jemandem wie Cline, der eine Reihe von Geräten und Effekten verwende. Drei verschiedene Kameras arbeiten unauffällig und bieten unterschiedliche Perspektiven von der gesamten Bühne bis zur Nahaufnahme, wobei sie sich normalerweise auf die richtigen Personen zur richtigen Zeit konzentrieren.